# Candelaria el Alto la Pastoría
Candelaria el Alto la Pastoría är en ort i Mexiko.   Den ligger i kommunen Venustiano Carranza och delstaten Chiapas, i den sydöstra delen av landet, 800 km öster om huvudstaden Mexico City. Candelaria el Alto la Pastoría ligger 1 018 meter över havet och antalet invånare är 337.
Terrängen runt Candelaria el Alto la Pastoría är huvudsakligen kuperad, men norrut är den bergig. Runt Candelaria el Alto la Pastoría är det ganska tätbefolkat, med 52 invånare per kvadratkilometer. Närmaste större samhälle är Venustiano Carranza, 11,7 km väster om Candelaria el Alto la Pastoría. Omgivningarna runt Candelaria el Alto la Pastoría är en mosaik av jordbruksmark och naturlig växtlighet.